# Josef Golüke
Josef Golüke (* 25. Oktober 1894 in Bredenborn; † 4. August 1960) war ein deutscher Politiker und Landtagsabgeordneter (CDU).

## Leben und Beruf
Nach dem Besuch der Volksschule erlernte er das Maurerhandwerk und besuchte eine Fachschule. Von 1920 bis 1930 war Golüke Gewerkschaftssekretär im Zentralverband christlicher Bauarbeiter.
Der Deutschen Zentrumspartei gehörte er von 1920 bis 1933 an. Am 21. Januar 1940 beantragte er die Aufnahme in die NSDAP und wurde zum 1. April desselben Jahres aufgenommen (Mitgliedsnummer 8.320.112). 1945 war er einer der Mitbegründer der CDU in Hagen. Er war in zahlreichen Parteigremien aktiv.

## Abgeordneter
Vom 5. Juli 1950 bis zu seinem Tod am 4. August 1960 war Golüke Mitglied des Landtags des Landes Nordrhein-Westfalen. Er wurde jeweils im Wahlkreis 121 Hagen-Ost bzw. Hagen II direkt gewählt.
Ab 1945 war er Mitglied im Stadtrat der Stadt Hagen. 